# لورنا غوديسون
لورنا غوديسون (بالإنجليزية: Lorna Goodison)‏ (1 أغسطس 1947، كينغستون في جامايكا)؛ فنانة، كاتِبة وشاعرة جامايكية.